# Nagasaki-Holzschnitte
Nagasaki-Holzschnitte (japanisch 長崎版画, Nagasaki hanga) sind Farbholzschnitte meist unbekannter Künstler, die das Leben und Treiben der Holländer und Chinesen im 17. bis 19. Jahrhundert in Nagasaki zum Thema haben.

## Hintergrund
Nagasaki war nach der Abschließung Japans in den 1630ern einziges Tor für das Ausland, nämlich China und Europa. Zu China bestanden seit Alters her Kontakte, die zwar nach 800 unterbrochen waren, die aber nach 1400 wieder im kulturellen und wirtschaftlichen Bereich aufgenommen worden waren. Sie erhielten als Stützpunkt einen abgeteilten Bereich am Rande von Nagasaki. Die Beziehungen zu Europa (siehe Epoche des Namban-Handels) wurden nach Vertreibung der katholischen Missionare im ersten Drittel des 17. Jahrhunderts zwar weiterhin aufrechterhalten, aber auf das protestantische Holland beschränkt. Die Holländer bzw. die Niederländische Ostindien-Kompanie durfte eine Handelsstation betreiben, zunächst auf der Insel Hirado, dann in Nagasaki, auf dem aufgeschütteten Vorland Dejima.
Als 1710 das Verbot der Nutzung europäischer Bücher gelockert wurde, reisten japanische Gelehrte und Künstler nach Nagasaki, um von den auf Dejima vorhandenen Büchern zu profitieren. Damit wuchs allgemein das Interesse an Dejima und den Holländern, die „Rothaarigen“ (紅毛, kōmō) oder „Barbaren aus dem Süden“ (南蛮人, Nambanjin) genannt wurden.

## Nagasaki-Bilder
Der weiter gefasste Begriff „Nagasaki-Bilder“ (長崎絵, Nagasaki-e) weist darauf hin, dass in Nagasaki nicht nur Holzschnitte entstanden sind. Insbesondere Kawahara Keiga hat auf Anweisung Philipp Franz von Siebolds nicht nur japanische Gegenstände gezeichnet, sondern auch Dejima und Nagasaki in Bildern festgehalten. Eine weitere Art von „Nagasaki-Bildern“ geht auf den chinesischen Maler Shen Quan, Shen Nanpin genannt, zurück. Shen hielt sich zwar nur von 1731 bis 1733 in Nagasaki auf, begründete in Japan von Nagasaki aus den Nanpin-Stil.

## Bilder

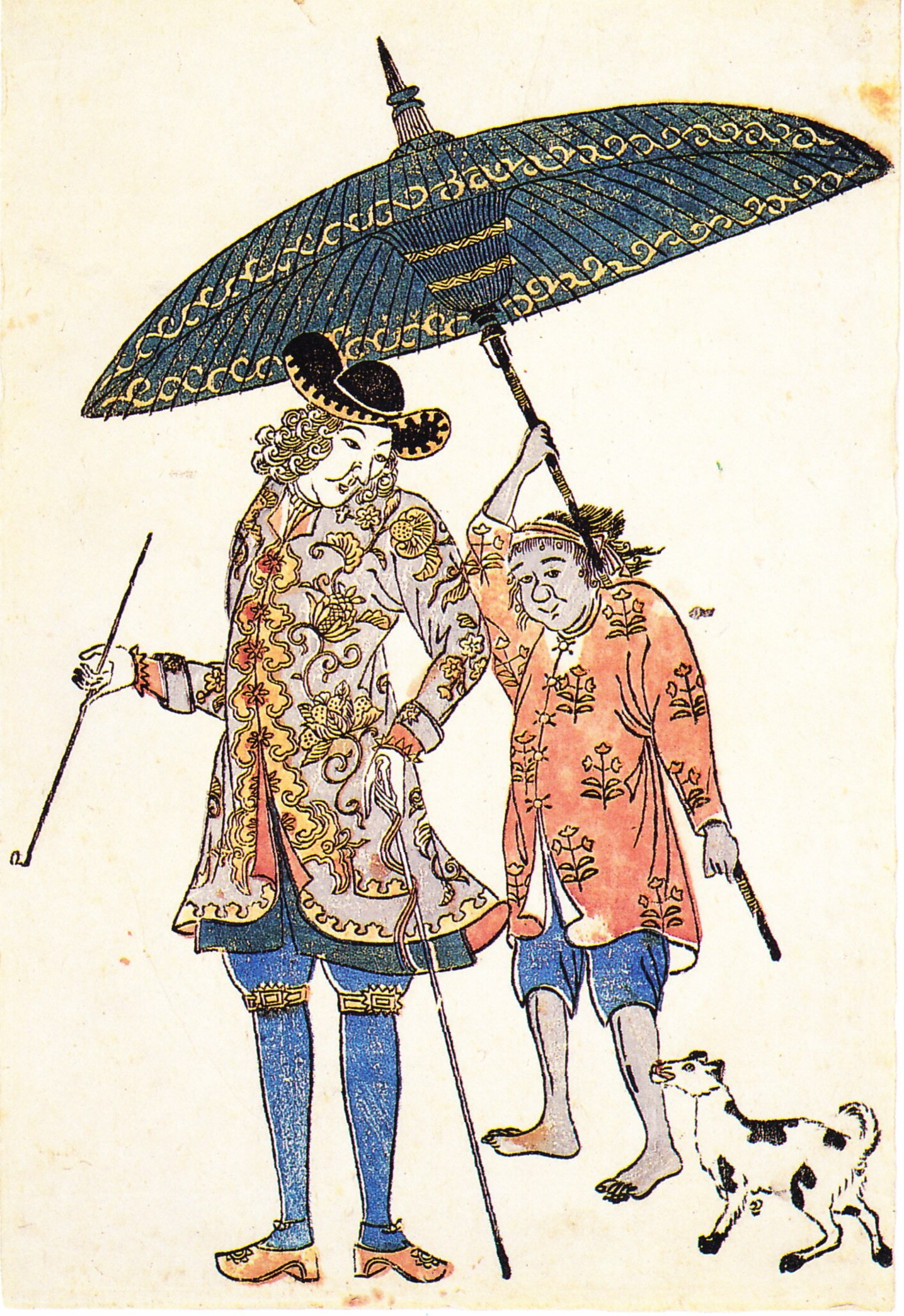
Kapitän mit Diener
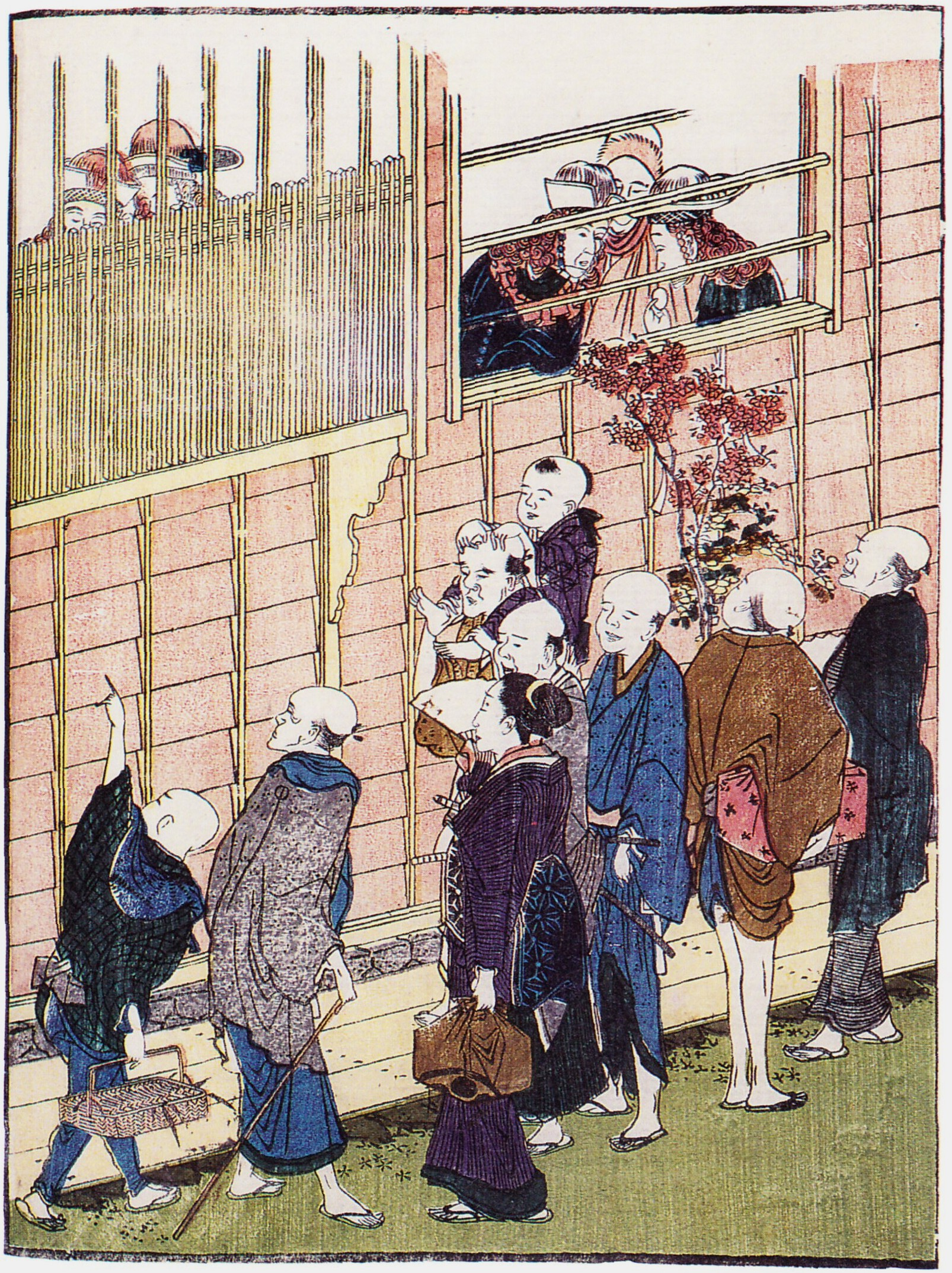
Hokusai: Neugierige in Dejima
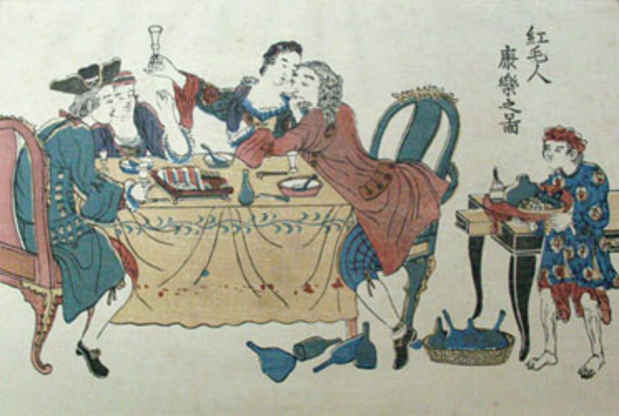
Mahlzeit auf Dejima
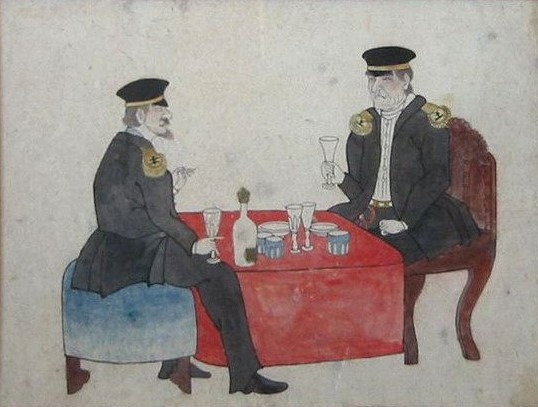
Mahlzeit auf Dejima
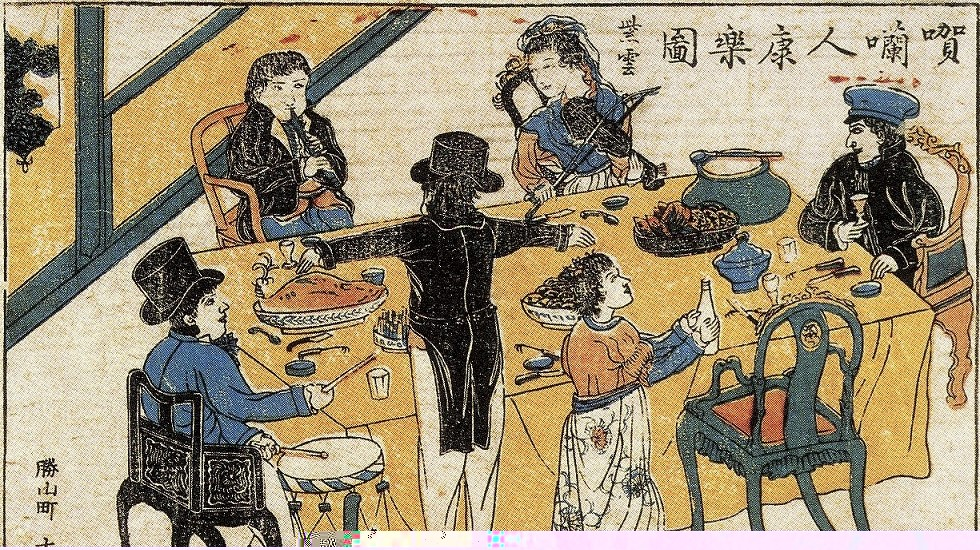
Speisende Holländer (Ausschnitt)
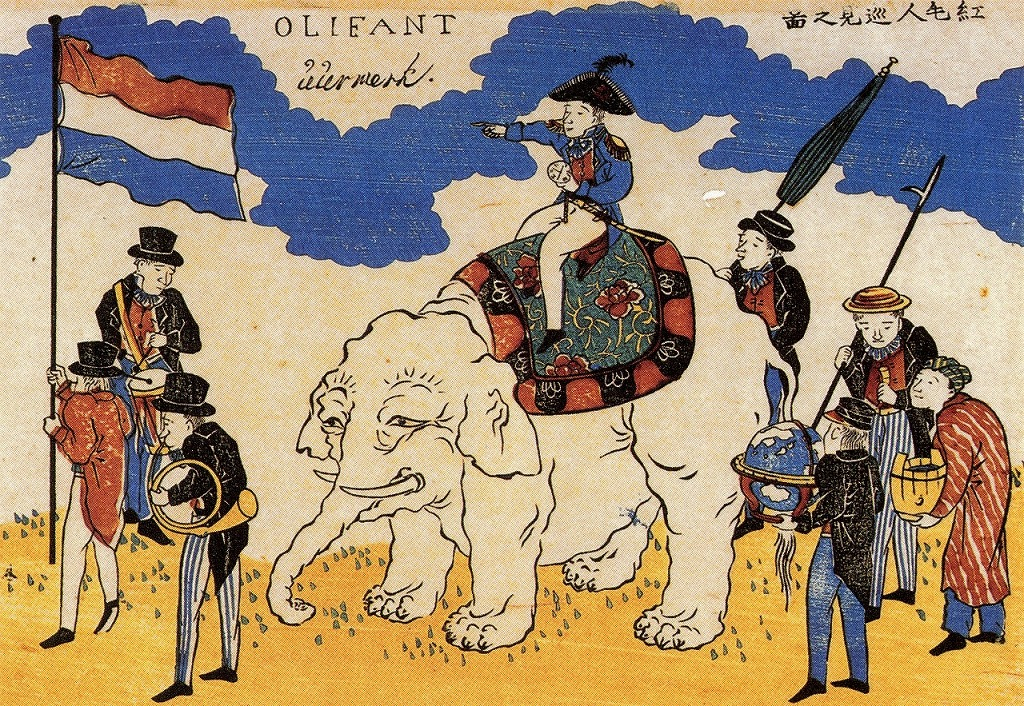
Umzug mit Elefant
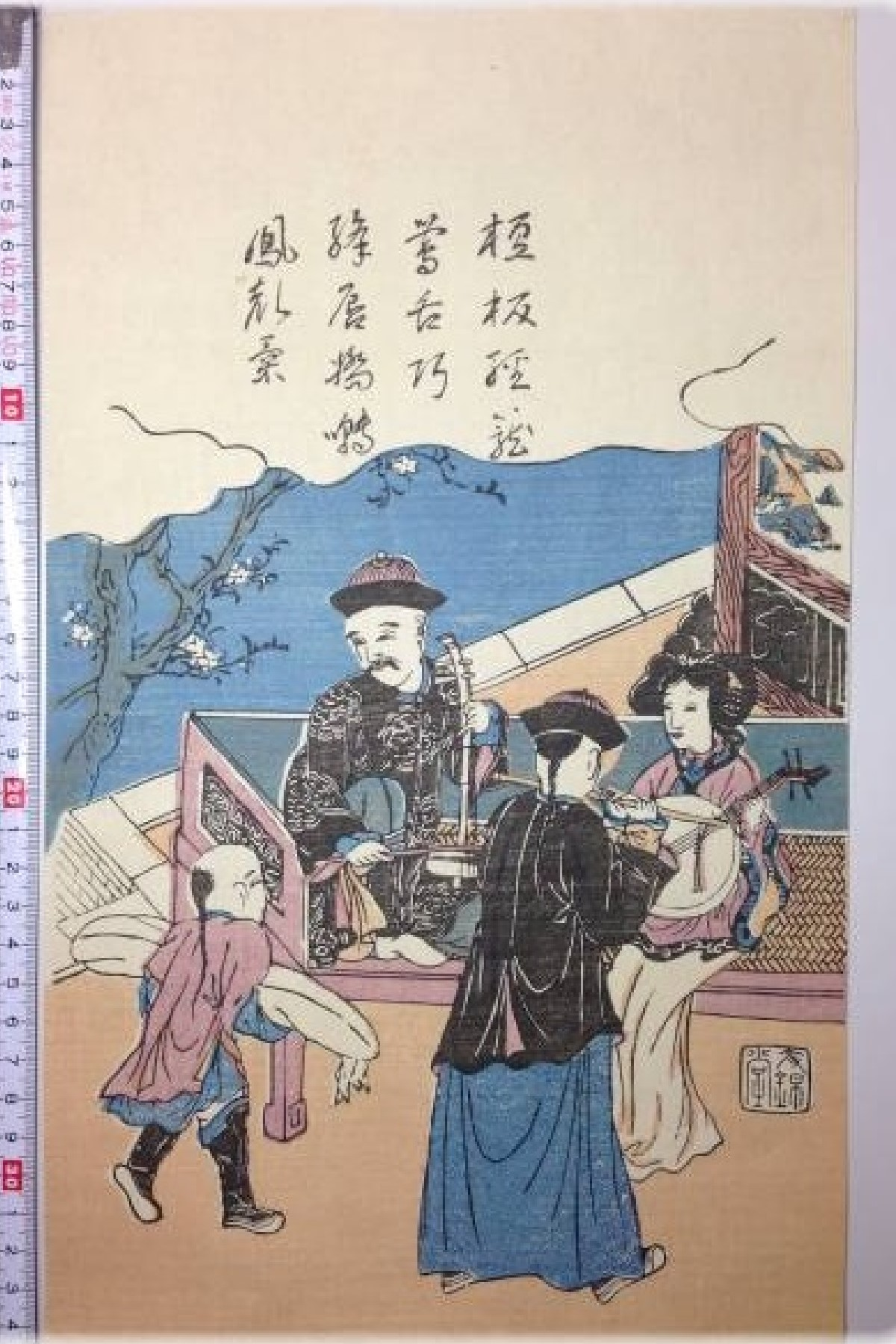
Chinesen in Nagasaki
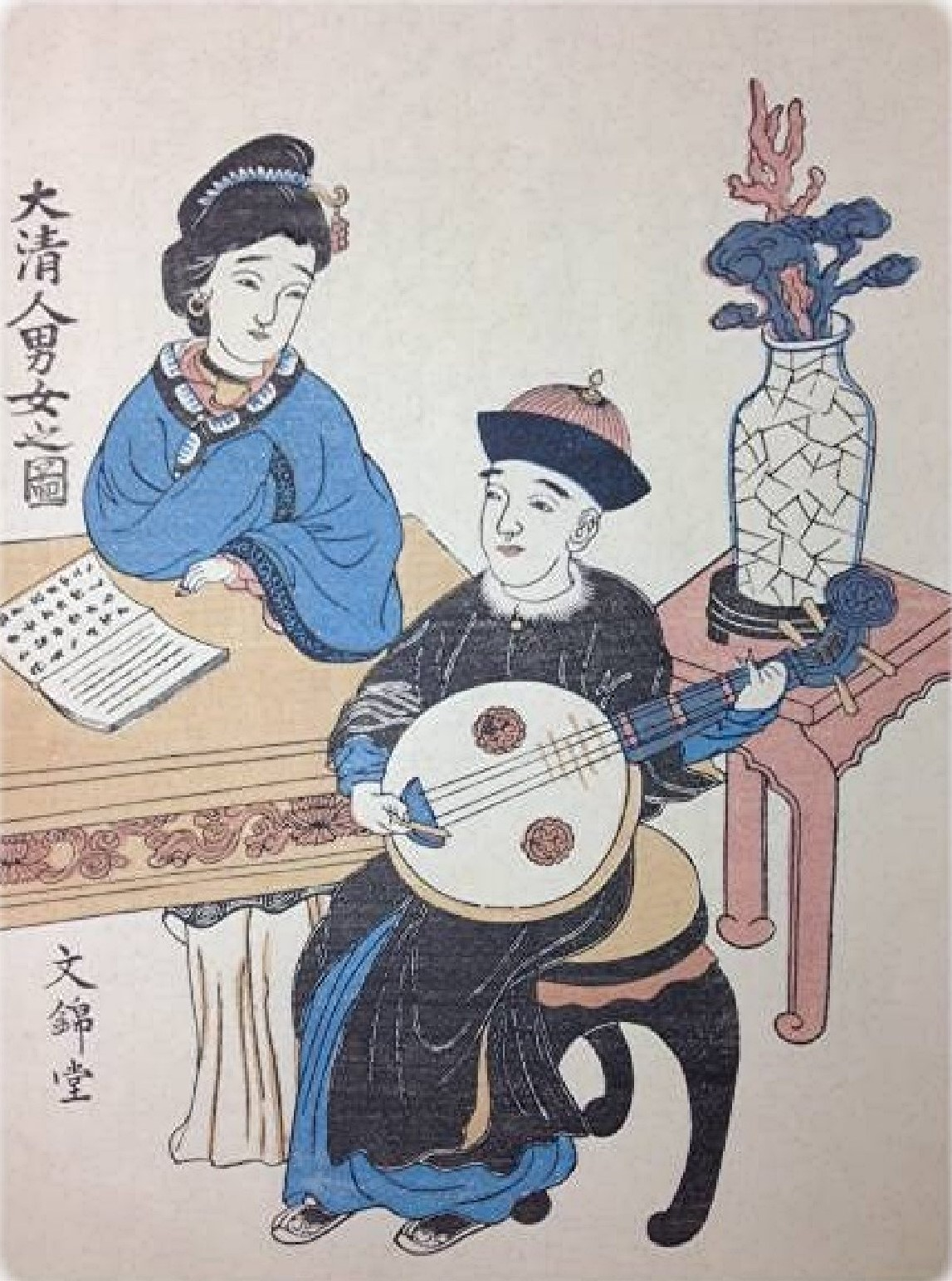
Chinesen in Nagasaki
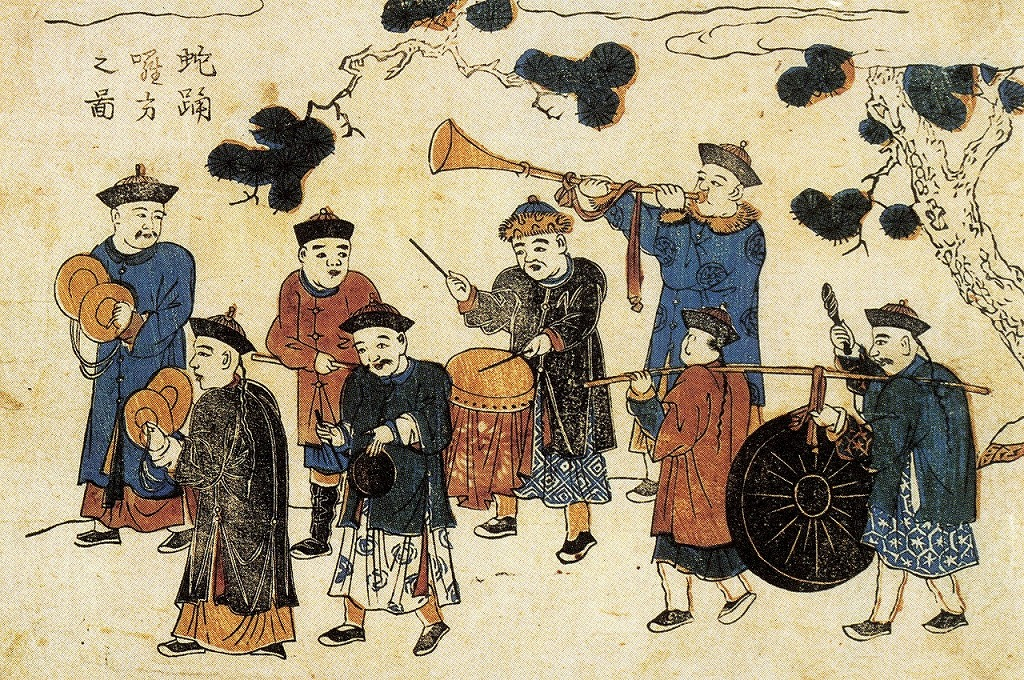
Schlangentanz